# SomaFM

SomaFM, är en icke-kommersiell webbradiostation, som sänder från San Francisco, USA. SomaFM är en av de största webbradiostationerna, med ungefär 6 miljoner lyssnartimmar per månad och helt finansierad genom donationer av sina lyssnare. 
SomaFM:s nitton ordinarie kanaler, som är renodlade musikkanaler, spelar mestadels olika former av alternativ elektronisk musik, som glitch, ambient, chill out och downtempo. Men även acid jazz, industrimusik, indiepop, exotica, country, loungemusik och nu jazz. Vid juletid har man också två särskilda julkanaler.
SomaFM börjande som en piratradiostation 1999, men gick i februari 2000 över till att vara en renodlad webbradiostation som sänder dygnet runt alla årets dagar. Radiostationens namn associerar bland annat till drogen Soma från Aldous Huxleys science fiction-roman "Du sköna nya värld".

## Kanaler
| Kanalnamn och länk                | Genre                             | SomaFM:s beskrivning av kanalen                                                             |
| --------------------------------- | --------------------------------- | ------------------------------------------------------------------------------------------- |
| Drone Zone                        | Dronemusik                        | "Served best chilled, safe with most medications. Atmospheric textures with minimal beats." |
| Groove Salad                      | Chill out, Ambient                | "A nicely chilled plate of ambient beats and grooves."                                      |
| Secret Agent                      | Downtempo, Acid jazz              | "The soundtrack for your stylish, mysterious, dangerous life. For Spies and PIs too!"       |
| indie pop rocks!                  | Indie pop                         | "New and your favorite classic indie pop tracks."                                           |
| cliqhop idm                       | Glitch, IDM                       | "Blips'n'beeps backed mostly w/beats. Intelligent dance music."                             |
| Beat Blender                      | Deep house, Downtempo             | "A late night blend of deep house and downtempo chill."                                     |
| Xmas in Frisko (endast juletid)   | Julmusik                          | "Our annual eclectic, irreverent holiday broadcast. May not be suitable for all ages!"      |
| Christmas Lounge (endast juletid) | Julmusik                          | "Chilled holiday grooves classic winter lounge tracks. (Kid and Parent safe!) "             |
| Tag's Trance Trip                 | Progressive house, Trance         | "Progressive house / trance. Tip top tunes."                                                |
| Doomed                            | Industrimusik, Goth               | "Dark industrial-inspired music for tortured souls."                                        |
| Illinois Street Lounge            | Exotica, Nu jazz, Loungemusik     | "Classic bachelor pad, playful exotica and vintage music of tomorrow."                      |
| Space Station Soma                | Electronica, Ambient, Space music | "Tune in, turn on, space out. Spaced-out ambient and mid-tempo electronica."                |
| Boot Liquor                       | Americana, Country                | "Americana roots music for Cowhands, Cowpokes and Cowtippers"                               |
| Digitalis                         | Electronica, Postrock             | "Digitally affected analog rock with a DIY mentality."                                      |
| Sonic Universe                    | Nu Jazz, Avant-garde jazz         | "Transcending the world of jazz with experimental takes on tradition."                      |
| Lush                              | Drömpop                           | "Sensuous and mellow vocals, mostly female, with an electronic influence."                  |
| Suburbs of Goa                    | World music                       | "Desi-influenced Asian world beats. "                                                       |
| Nu Musik                          | Synthpop, New Wave                | "Early 80s Synthop and a bit of New Wave."                                                  |
| Into the In Sound                 | Easy listening                    | "Cool Euro-Sixties tunes for groovy cats."                                                  |
| Watergate                         | 70tals pop och rock               | "Where were you in 72? The best of the early 70s."                                          |
| Cover Me                          | Covers                            | "All covers, all the time."                                                                 |